# Classe Kamenka
Le unità appartenenti alla classe Kamenka (progetto 870 secondo la classificazione russa) sono piccole navi da sorveglianza dell'idrografia costiera.
La classificazione russa è in russo гидрографическое судно?, gidrografičeskoe sudno, "nave idrografica", abbreviato GS.

## Il servizio
Queste navi sono state costruite a Danzica, in RPP, alla fine degli anni '60; tecnicamente, sono piuttosto simili alle classe Biya. Oggi ne risultano in servizio circa otto (dati del 2023).
- EVA-308 (ex Vern'er, poi GS-108 fino al 1994): entrata in servizio nel 1968 ed operò nella Flotta del Baltico fino al 1994, e poi nell'Amministrazione marittima estone (in estone Veeteede Amet).
- Indikator (ex Bel'bek): entrata in servizio nel 1968 ed operativa nella Flottiglia del Caspio.
- Nikolaj Krylov (ex Limb, poi GS-118 fino al 2018): entrata in servizio nel 1968 ed operativa nella Flotta del Baltico.
- GS-196 (ex Astronom): entrata in servizio nel 1968 ed operò nella Flotta del Pacifico, è stata radiata nel 1997.
- Pëtr Popov (ex GS-66): entrata in servizio nel 1969 ed operativa nella Flotta del Baltico.
- GS-74: entrata in servizio nel 1969 ed operò nella Flotta del Nord, è stata radiata nel 1994.
- GS-78: entrata in servizio nel 1969 ed operò nella Flotta del Mar Nero, probabilmente è stata radiata nel 2020.
- GS-82: entrata in servizio nel 1969 ed operò nella Flotta del Mar Nero fino al 1994, e poi nella marina militare ucraina. Nel 1998 è stata trasferita all'impresa pubblica ucraina Deržhidrohrafija (in ucraino «Держгідрографія»?).
- GS-103: entrata in servizio nel 1969 ed operò nella Flotta del Mar Nero, probabilmente è stata radiata nel 2020.
- GS-107: entrata in servizio nel 1969 ed operò nella Flotta del Baltico, è stata radiata nel 2001.
- GS-113: entrata in servizio nel 1969 ed operativa nella Flotta del Pacifico.
- GS-207: entrata in servizio nel 1969 ed operò nella Flotta del Pacifico, è stata radiata nel 2012.
- GS-211: entrata in servizio nel 1969 ed operativa nella Flotta del Pacifico.
- GS-199: entrata in servizio nel 1970 ed operativa nella Flotta del Pacifico.

### Esportazione

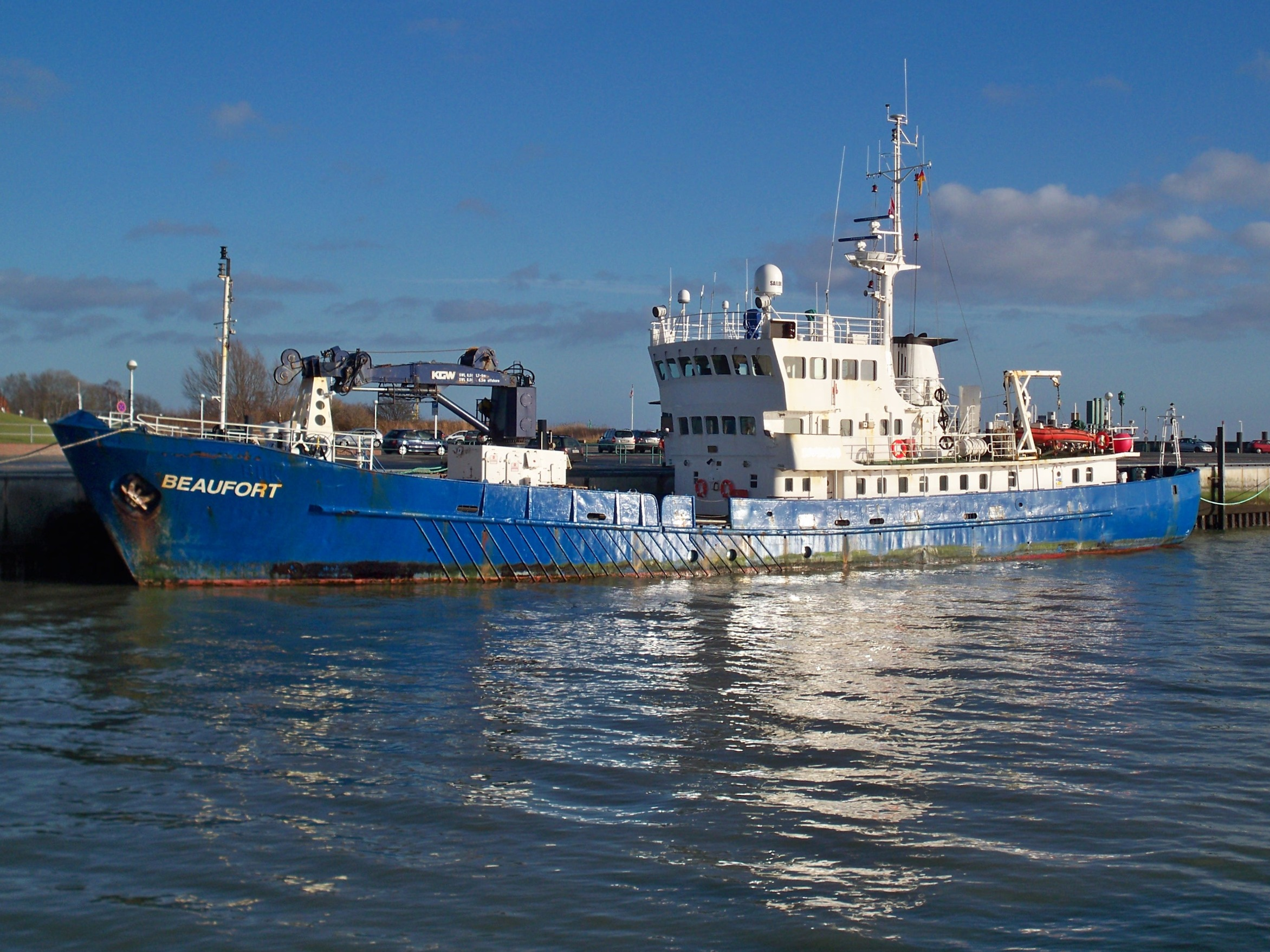
La Beaufort (ex Buk) della classe Kamenka a Wilhelmshaven nel 2014

- Beaufort (ex D 29 Buk fino al 1990): entrata in servizio nel 1969 ed operò dal Servizio idrografico marittimo della Germania Est (in tedesco Seehydrographischer Dienst der DDR, ovvero SHD) fino al 1990, e poi dalla compagnia di navigazione tedesca Briese Schiffahrt (Leer). Nel 2009 è stata venduta alla compagnia di navigazione tedesca Norden-Frisia (Norderney) e demolita nel 2014.[1][2]